# Carla
Carla — 3-й студійний альбом американської ритм-енд-блюзової співачки Карли Томас, що вийшов у жовтні 1966 року на лейблі Stax Records. Записаний з березня по 15 серпня 1966 року в Мемфісі (Теннессі).
У 1966 році альбом посів 7-е місце в чарті R&B Albums і 130-е місце в чарті Billboard 200 журналу «Billboard». Сингл «Let Me Be Good to You» посів 11-е місце в чарті R&B Singles і 62-е місце в чарті Billboard Hot 100, а «B-A-B-Y» посів 3-є і 14-е місця відповідно.

## Опис
Сесії звукозапису проходили у березні, 18 липня і 15 серпня 1966 року в Мемфісі (Теннессі). Карла Томас записала найуспішнішу в чартах пісню «B-A-B-Y» (автори — Айзек Хейз і Девід Портер) і «Let Me Be Good to You». Також серед пісень кантрі-соул кавер-версії «I'm So Lonesome I Could Cry» Генка Вільямса і «I Fall to Pieces» Петсі Клайн. Окрім цього Томас виконала блюзові пісні «Little Red Rooster» Гауліна Вульфа і «Baby What You Want Me to Do?» Джиммі Ріда
Альбом офіційно вийшов у жовтні 1966 року на Stax Records і став другим альбом для Томас на лейблі після Comfort Me (який вийшов раніше у березні того ж року). Альбом посів 7-е місце в чарті R&B Albums і 130-е місце в чарті Billboard 200 журналу «Billboard».
З альбому вийшло два сингли. «Let Me Be Good to You» (Stax 188) посів 11-е місце в чарті R&B Singles і 62-е місце в чарті Billboard Hot 100, а «B-A-B-Y» (Stax 195) посів 3-є і 14-е місця відповідно.

## Список композицій
1. «B-A-B-Y» (Девід Портер, Айзек Хейз)  — 2:49
2. «Red Rooster» (Віллі Діксон)  — 3:55
3. «Let Me Be Good To You» (Девід Портер, Айзек Хейз, Карл Веллс)  — 2:40
4. «I Got You, Boy» (Карла Томас)  — 2:45
5. Медлі: «Baby What You Want Me to Do»/«For Your Love» (Джиммі Рід/Ед Таунсенд) — 5:25 (2:21/3:04)
6. «What Have You Got to Offer Me» (Карла Томас)  — 2:46
7. «I'm So Lonesome I Could Cry» (Генк Вільямс) — 3:22
8. «I Fall to Pieces» (Генк Кокран, Гарлан Говард)  — 3:09
9. «You Don't Have to Say You Love Me» (Піно Донаджо, Віто Паллавічіні, Сімон Напьє Белл, Вікі Вікгем, Роббінс) — 3:25
10. «Fate» (Айзек Хейз, Джеймс Кросс, Карла Томас) — 3:08
11. «Looking Back» (Клайд Отіс, Брук Бентон, Белфорд Гендрікс)  — 4:20

Композиції були записані в березні 1966 (3), 18 липня 1966 (1, 6) і 15 серпня 1966 (2, 4, 5, 7, 8, 9, 10, 11, 12) року в Мемфісі (Теннессі).

## Учасники запису
- Карла Томас — вокал

Технічний персонал
- Джим Стюарт — продюсер
- Ронні Стутс — дизайн обкладинки
- Білл Кінгслі — фотографія обкладинки

## Хіт-паради
Альбоми
| Рік  | Чарт          | Позиція |
| ---- | ------------- | ------- |
| 1966 | R&B Albums    | 7       |
| 1966 | Billboard 200 | 130     |

Сингли
| Рік  | Сингл                   | Чарт              | Позиція |
| ---- | ----------------------- | ----------------- | ------- |
| 1966 | «Let Me Be Good to You» | R&B Singles       | 11      |
| 1966 | «Let Me Be Good to You» | Billboard Hot 100 | 62      |
| 1966 | «B-A-B-Y»               | R&B Singles       | 3       |
| 1966 | «B-A-B-Y»               | Billboard Hot 100 | 14      |

## Видання
| Країна | Дата | Лейбл | Формат | Каталог |
| ------ | ---- | ----- | ------ | ------- |
| США    | 1966 | Stax  | LP     | 709     |